# Leptocerina connexa
Leptocerina connexa is een schietmot uit de familie Leptoceridae. De soort komt voor in het Afrotropisch gebied.